# Dãy núi Bạch Mã

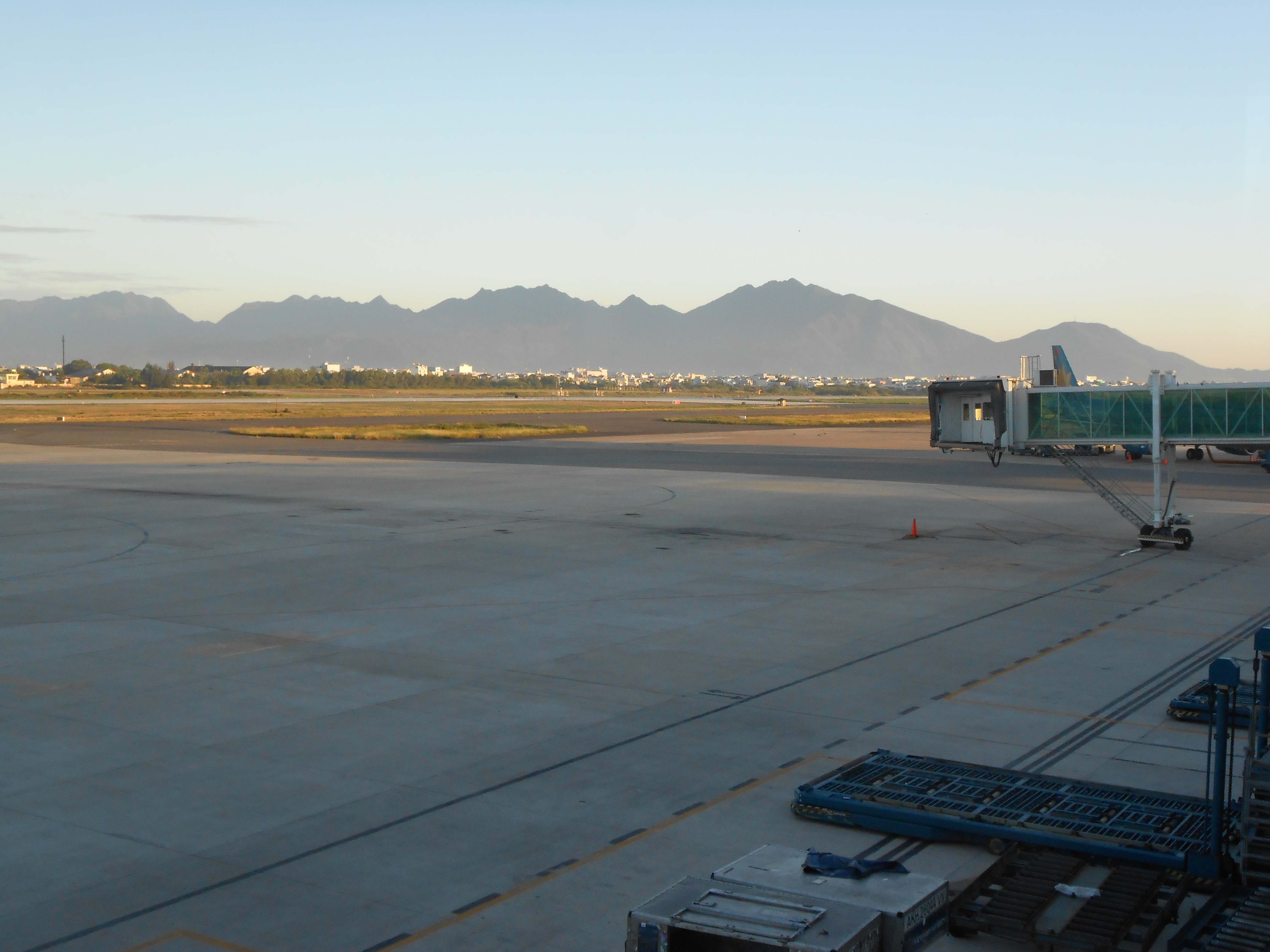
Dãy núi Bạch Mã, nhìn từ sân bay Đà Nẵng

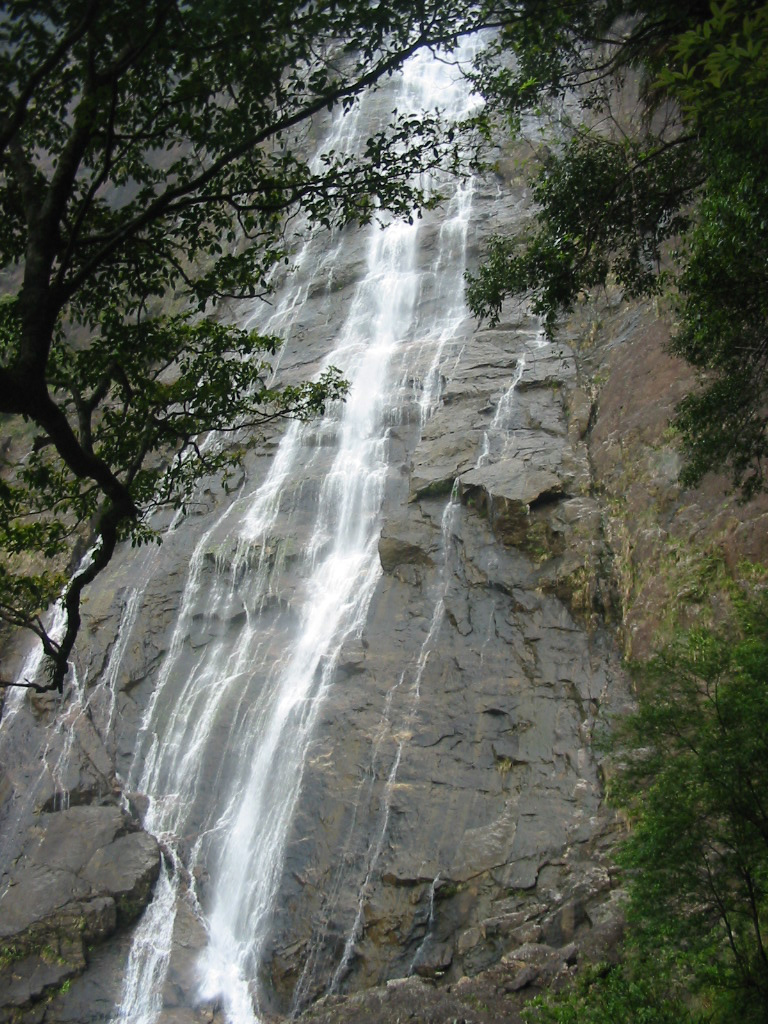
Thác Đỗ Quyên cao 300 m trên núi Bạch Mã

Núi Bạch Mã hay Dãy Bạch Mã là một dãy núi tạo thành ranh giới tự nhiên giữa thành phố Huế và thành phố Đà Nẵng, Việt Nam. Dãy núi này nằm trong vườn quốc gia Bạch Mã.

## Vị trí
Núi là một phần của Dãy Trường Sơn chạy cắt ra sát biển. Nằm giữa thành phố Huế và thành phố Đà Nẵng, nơi đây có đèo Hải Vân nổi tiếng nằm cách trung tâm Huế 40 km về phía Nam.
Dãy Bạch Mã là ranh giới tự nhiên giữa lãnh thổ phía Bắc với lãnh thổ phía Nam, giữa miền Tây Bắc và Bắc Trung Bộ với miền Nam Trung Bộ và Nam Bộ, giữa vùng núi Trường Sơn Bắc với vùng núi Trường Sơn Nam

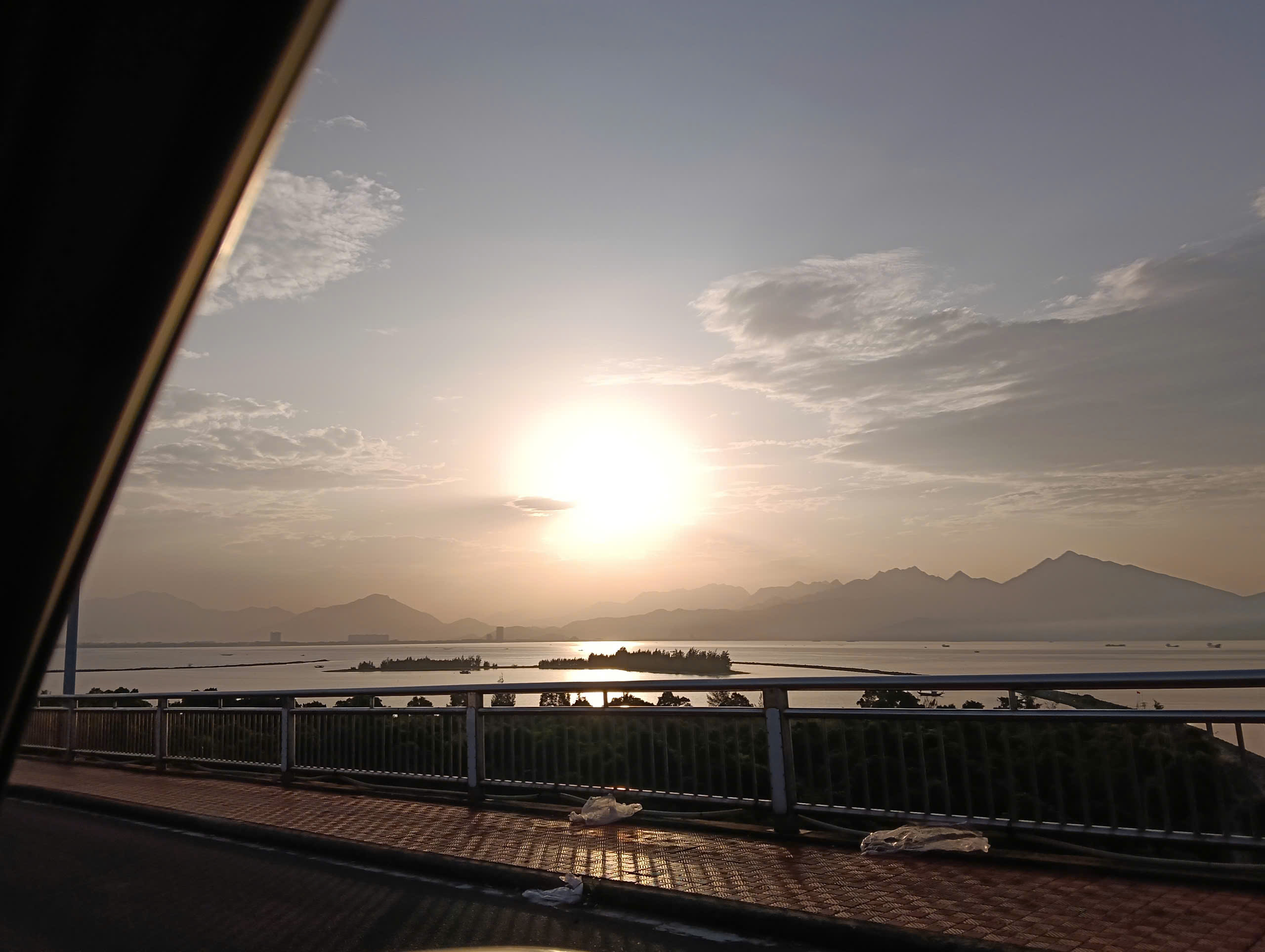
Dãy Bạch Mã, nhìn từ cầu Thuận Phước vào lúc chiều muộn.

## Đặc điểm
Núi Bạch Mã có đỉnh cao 1.444 m. Trên đỉnh núi hùng vĩ bốn mùa xanh tươi với thác nước, suối, rừng... Núi Bạch Mã còn là nơi quy tụ nhiều loại động vật và thực vật quý hiếm ở miền nhiệt đới. Bạch Mã nằm cách biển chỉ có 18 km nên hòa với không khí của rừng núi là chút hương vị của biển.

## Lịch sử
Cho đến đầu thế kỷ 20, Bạch Mã chỉ là một khu rừng núi hoang sơ, chưa ai khai phá nhưng đến cuối năm 1925, kế hoạch thành lập và bảo tồn khu vườn quốc gia gần Huế đã làm mọi người chú ý đến vùng núi này.
Một kỹ sư người Pháp là Girard đã tổ chức khai phá vùng núi này vào năm 1932 nhằm phát triển du lịch của Bạch Mã. Sự việc này gia tăng số lượng khu nghỉ mát ở trên núi gồm các biệt thự, khách sạn và kéo theo đó là phát triển giao thông công cộng. Dù vậy các công trình này chủ yếu phục vụ giới thượng lưu có tiền thời đó cùng các quan chức của Pháp.
Sau khi chiến tranh giữa Pháp và Việt Nam kết thúc vào năm 1954, Bạch Mã bị lãng quên khiến các ngôi nhà xây trên núi bị thời gian phá dần. Phải đến năm 1960, chính phủ Việt Nam Cộng hòa quyết định thành lập lại Vườn quốc gia Bạch Mã nhưng chiến tranh tiếp tục kéo dài liên miên. Khu Bạch Mã được dùng làm căn cứ quân sự của quân đội Mỹ trong chiến tranh.
Sau năm 1975, khi hòa bình lập lại, chính phủ đã có nhiều dự án phát triển trồng trọt tại khu này nhưng vẫn thất bại do điều kiện thời tiết. Với sự thành lập chính thức Vườn quốc gia Bạch Mã của chính phủ Việt Nam, Bạch Mã đã dần dần được bảo tồn và phát triển phục vụ du lịch.